# الجعيدات (إقليم قلعة السراغنة)
 الجعيدات  (بالإنجليزية: JAIDATE)‏ هي جماعة قروية تابعة لإقليم الرحامنة ضمن جهة مراكش أسفي بالمغرب. بلغ مجموع عدد سكان الجعيدات حسب إحصاءات 2004 حوالي 11012 نسمة يعيشون في 1899 أسرة.

## إحصاء عام
| السنة | عدد السكان | عدد الأسر | عدد الأجانب |
| ----- | ---------- | --------- | ----------- |
| 1994  | 10375      | 1562      | °°°°        |
| 2004  | 11012      | 1899      | 0           |